# Pinus
Pino (Pinus L., 1753) è il nome comune di un genere di alberi e arbusti sempreverdi, appartenente alla famiglia Pinaceae. A questo genere appartengono circa 120 specie.

## Tassonomia
Il genere Pinus comprende circa 120 specie, raggruppate in 3 sottogeneri:
- sottogenere Pinus L. (74 specie)
- sottogenere Ducampopinus (A. Cheval.) de Ferré ex Critchf. & Little (20 specie)
- sottogenere Strobus Lemmon (23 specie)

Ogni sottogenere viene ulteriormente suddiviso in varie sezioni e sottosezioni.

## Morfologia
Gli aghi (cioè le foglie del pino) sono riuniti in gruppi di 2, 3 o 5 che nelle piante adulte non sono inserite direttamente nel ramo (contrariamente agli abeti) ma su corti rametti detti brachiblasti. Sono specie sempreverdi.
Durante lo sviluppo di una pianta si possono osservare 3 tipi di foglie:
- giovanili - compaiono al primo anno, sono appiattite e disposte singolarmente a spirale sul ramo; vivono 2-3 anni;
- eufille - sono foglie squamiformi portate in modo spiralato lungo i macroblasti;
- microfilli - sono le foglie aghiformi definitive portate a fascetti sui brachiblasti.

Le specie del genere Pinus sono monoiche: 
i microsporofilli sono riuniti in coni maschili che portano da 2 a 20 sacche polliniche, i coni femminili portano macrosporofilli con squame copritrici sterili e squame ovulifere (fertili), ognuna con 2 ovuli. Dopo la fecondazione i coni femminili lignificano trasformandosi in pigne che portano i semi.
In Italia sono presenti il pino silvestre,
il pino cembro e il pino mugo nelle zone alpine; il pino mugo, il pino nero e il pino loricato in talune ristrette aree appenniniche; il pino marittimo, il pino domestico, il pino calabro e il pino d'Aleppo nella zona mediterranea.
Assieme agli abeti caratterizzano i boschi di alta montagna.
I diversi pini si possono identificare grazie ad alcune caratteristiche facilmente individuabili:
- mazzette di 2 aghi
  - pigne rotondeggianti, 10-15 cm, con semi non alati (pinoli), aghi di 10±15 cm: pino domestico (in Italia specie spontanea in zone marittime)
  - pigne coniche, 5±10 cm, aghi di 6±10 cm: pino d'Aleppo e aghi di 10±20 cm: pino calabro (in Italia sono entrambe specie spontanee in zone marittime e di bassa quota)
  - pigne allungate, 12±20 cm, con semi alati, aghi 14±18 cm: pino marittimo (in Italia specie spontanea in zone marittime)
  - pigne ovali di 4±6 cm, aghi 3±7 cm: pino silvestre (in Italia specie spontanea in zone alpine)
  - pigne coniche 5±8 cm, aghi 12±15 cm: pino nero e pino nero calabro
  - pigne 5 cm con semi alati, aghi 4±6 cm: pino uncinato
  - pino dalle dimensioni di un cespuglio, che cresce nelle alte quote: pino mugo
- mazzette di 3 aghi
  - aghi lunghi 10±14 cm: pino di Monterey
  - aghi lunghi 20±30 cm: pino delle Canarie
- mazzette di 5 aghi
  - pigna di ca. 5±7 cm, con pinoli duri e commestibili: pino cembro, presente come pianta spontanea in quota  nelle Alpi
  - pigna di ca. 10±15 cm, aghi lunghi fino ad 8±10 cm: pino strobo, in Italia pianta ornamentale
  - pigna di ca. 20±30 cm, aghi lunghi fino a 12±20 cm: pino dell'Himalaya, in Italia pianta ornamentale

Inoltre, gli unici pini dalle dimensioni di un cespuglio, che crescono ad alte quote: pino mugo e pinus pumilio.

## Usi

### Legname e costruzioni
I pini sono tra le specie arboree più importanti dal punto di vista commerciale, apprezzate per il loro legname e la polpa di legno in tutto il mondo. Nelle regioni temperate e tropicali, sono legni teneri a crescita rapida che crescono in boschi relativamente densi. I pini commerciali vengono coltivati in piantagioni per un legname più denso e quindi più durevole dell'abete rosso (Picea). Il legno di pino è ampiamente utilizzato in articoli di falegnameria di alto valore come mobili, infissi per finestre, pannellature, pavimenti e coperture grazie alla sua abbondanza e al basso costo.

### Usi ornamentali
Molte specie di pino sono attraenti come piantagioni ornamentali per parchi e giardini più grandi, con una varietà di cultivar nane adatte a spazi più piccoli. Attualmente ci sono 818 cultivar nominate (o trinomi) riconosciute dall'American Conifer Society ACS. I pini sono anche coltivati e raccolti a scopo commerciale per gli alberi di Natale. Le pigne, tra le più grandi e durevoli di tutte le pigne di conifere, sono i preferiti dell'artigianato. I rami di pino, apprezzati soprattutto in inverno per il loro odore gradevole e il verde, sono comunemente tagliati per le decorazioni.

### Silvicoltura
Quando vengono coltivate per tronchi da sega, le piantagioni di pini possono essere raccolte dopo 25 anni, con alcuni boschi che possono crescere fino a 50 anni o più (il valore del legno aumenta più rapidamente con l'età degli alberi). Nei climi più freddi e secchi, la crescita è più lenta e la raccolta può avvenire a età molto più avanzate. Gli alberi imperfetti (come quelli con tronchi piegati o biforcuti, alberi più piccoli o alberi malati) vengono rimossi in un'operazione di "diradamento" ogni 5-10 anni.

### Cibo e nutrienti
I semi (pinoli) sono generalmente commestibili; i giovani coni maschili possono essere cucinati e mangiati, così come la corteccia dei giovani rametti. Alcune specie hanno grandi pinoli, che vengono raccolti e venduti per cucinare e cuocere al forno. Sono un ingrediente del pesto alla genovese.
La corteccia interna morbida, umida e bianca (cambio) sotto la corteccia esterna legnosa è commestibile e molto ricca di vitamine A e C. Può essere consumata cruda a fette come spuntino o essiccata e macinata in polvere per essere utilizzata come farina sostitutiva o addensante in stufati, zuppe e altri cibi, come il pane di corteccia.

## Galleria d'immagini

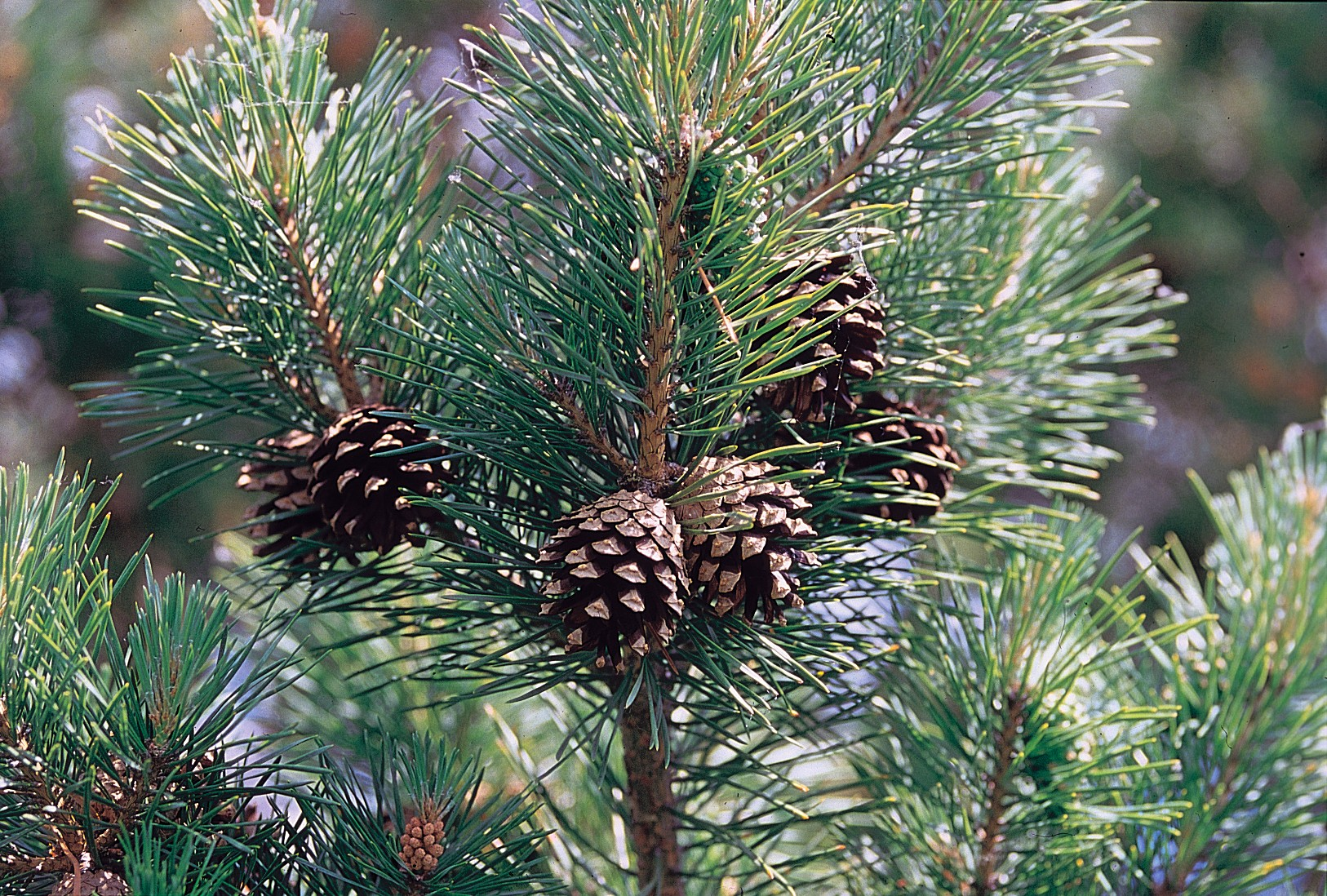
Pinus sylvestris
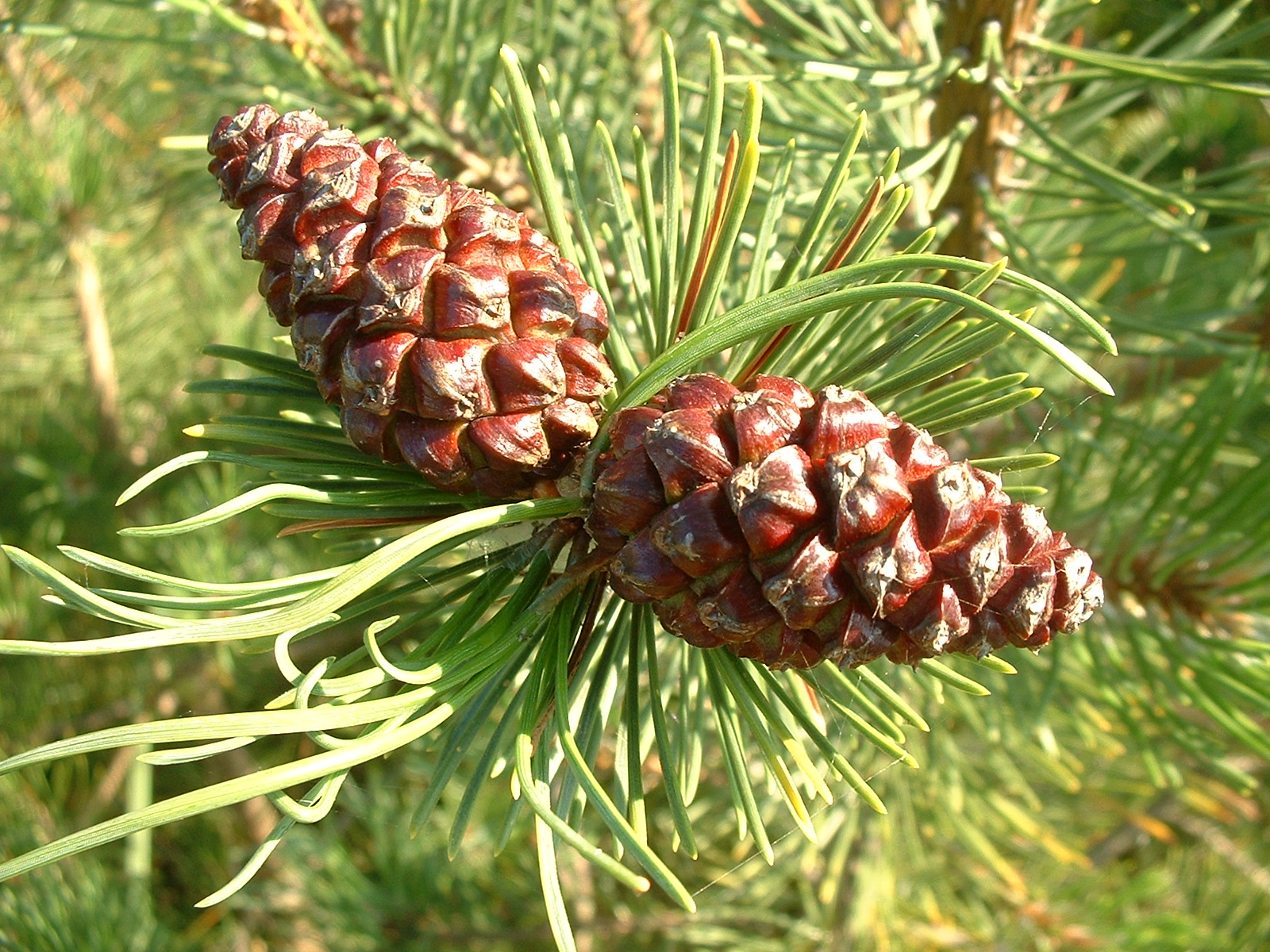
Pinus mugo
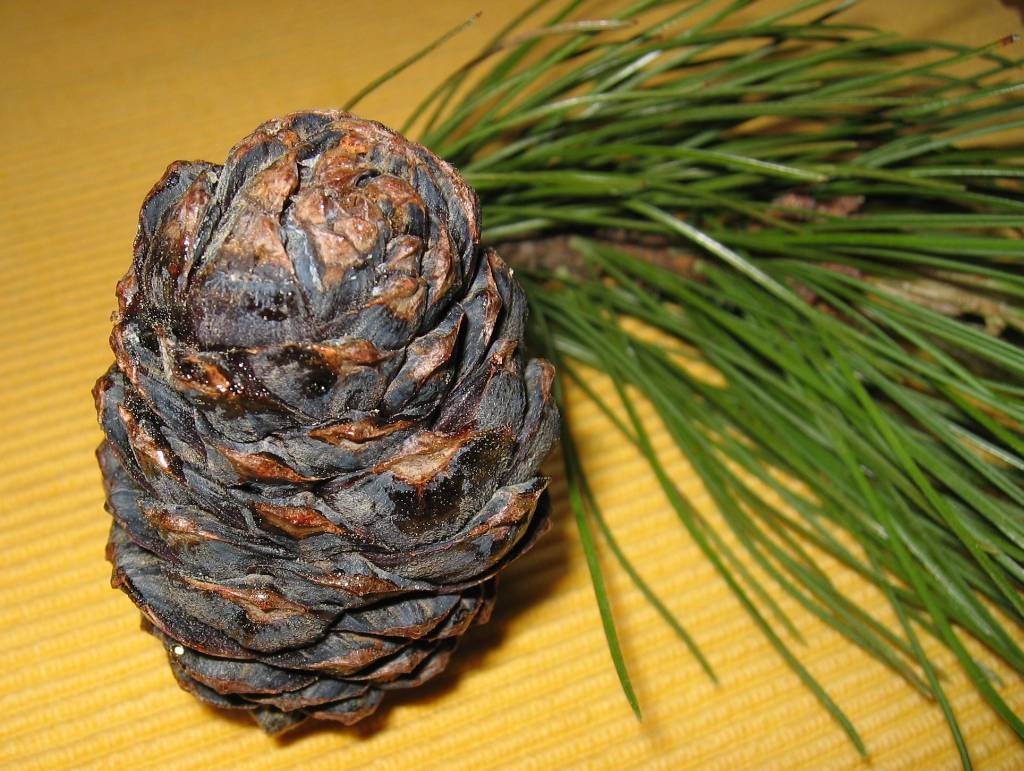
Pinus cembra
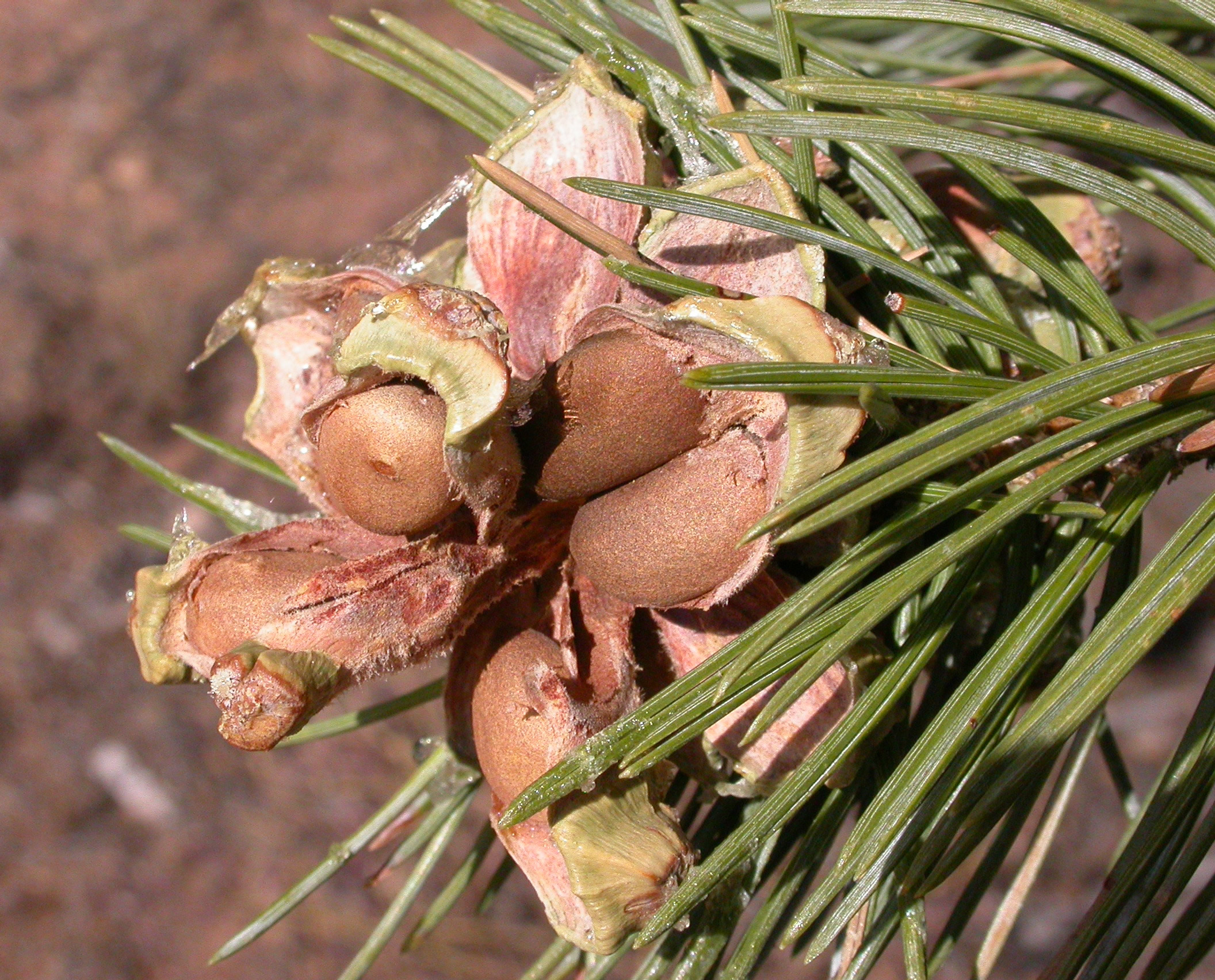
Pinus edulis
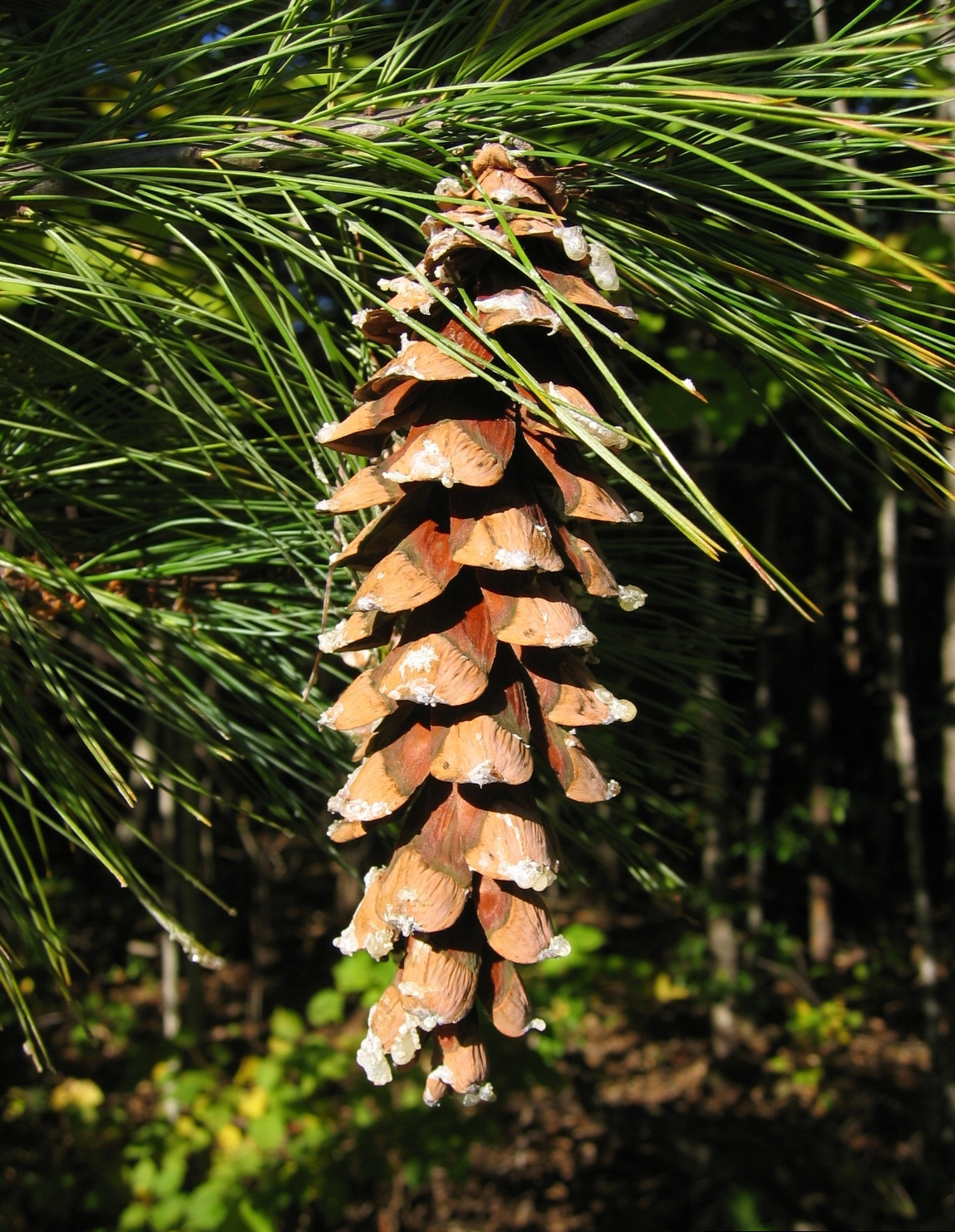
Pinus strobus
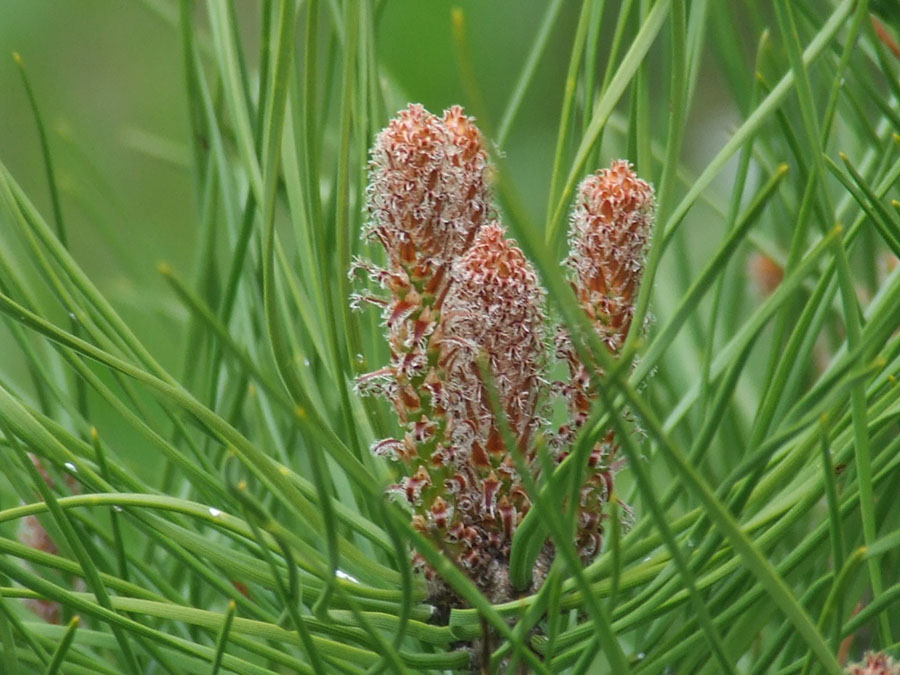
coni femminili del pino domestico
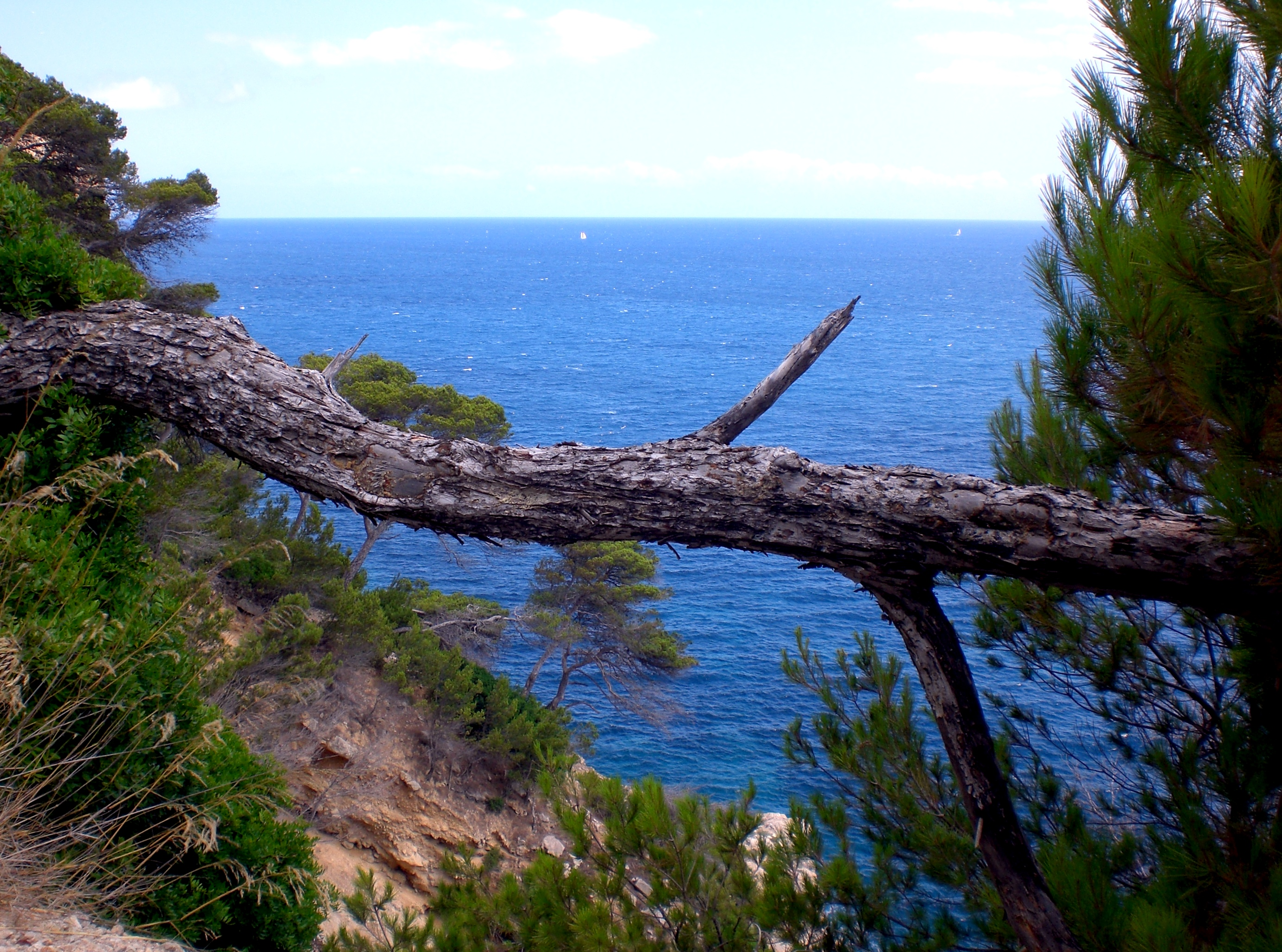
Un Pino piegato dal vento a Maiorca
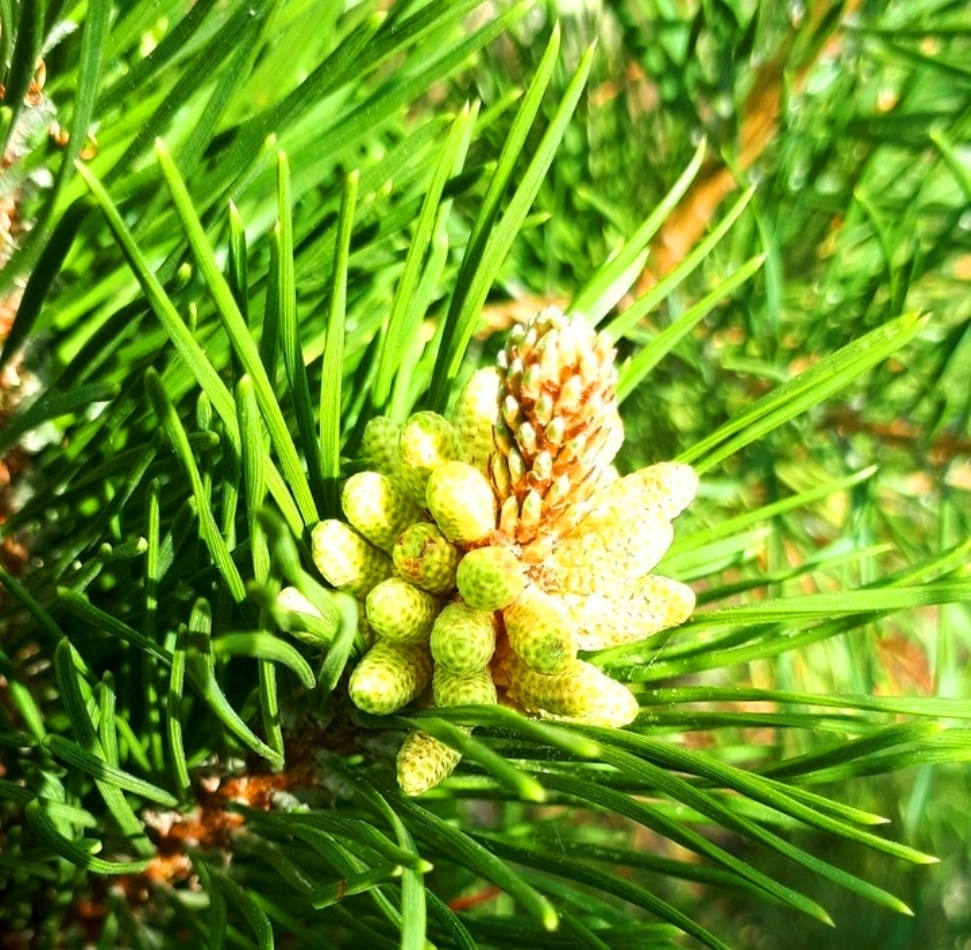
Coni femminili